# 宿院町東
宿院町東（しゅくいんちょうひがし）は、大阪府堺市堺区にある地名。2020年現在の行政地名は宿院町東一丁から宿院町東四丁。住居表示は実施済み。

## 地理
堺区の中部に位置する。北西は宿院町西、北東は大町東、南東は北安井町・中安井町、南西は中之町東に接する。北西から順に一丁～四丁がある。

### 地名の由来
「宿院町」の地名は、当地にある住吉大社の御旅所（宿院）に由来すると思われる。

### 沿革
はじめ1 - 3丁、1959年（昭和34年）から1 - 4丁がある。
- 1872年（明治5年）、宿院南半町・絹屋2丁目・南片原上之町・宿院寺町・宿院農人町・有楽町および魚店東半町の一部より成立。堺町に所属。
- 1880年（明治13年）、郡区町村編制法の施行により、堺区の所属となる。
- 1889年（明治22年）、市制施行により、堺市の所属となる。
- 1929年（昭和4年）、一部が中翁橋町・北安井町となる。
- 1959年（昭和34年）、宿院町の一部を編入[7]。
- 2006年（平成18年）、堺市が政令指定都市に移行し、行政区を設置。宿院町東は堺区の所属となる。

## 世帯数と人口
2024年（令和6年）3月31日現在の世帯数と人口は以下の通りである。
| 丁           | 世帯数  | 人口  |
| ------------ | ------- | ----- |
| 宿院町東一丁 | 39世帯  | 80人  |
| 宿院町東二丁 | 16世帯  | 27人  |
| 宿院町東三丁 | 236世帯 | 411人 |
| 宿院町東四丁 | 242世帯 | 299人 |
| 計           | 533世帯 | 817人 |

### 人口の変遷
国勢調査による人口の推移。
| 1995年（平成7年）  | 334人 | [ 8 ]  |  |
| 2000年（平成12年） | 673人 | [ 9 ]  |  |
| 2005年（平成17年） | 698人 | [ 10 ] |  |
| 2010年（平成22年） | 698人 | [ 11 ] |  |
| 2015年（平成27年） | 649人 | [ 12 ] |  |
| 2020年（令和2年）  | 722人 | [ 13 ] |  |

### 世帯数の変遷
国勢調査による世帯数の推移。
| 1995年（平成7年）  | 153世帯 | [ 8 ]  |  |
| 2000年（平成12年） | 333世帯 | [ 9 ]  |  |
| 2005年（平成17年） | 359世帯 | [ 10 ] |  |
| 2010年（平成22年） | 365世帯 | [ 11 ] |  |
| 2015年（平成27年） | 339世帯 | [ 12 ] |  |
| 2020年（令和2年）  | 456世帯 | [ 13 ] |  |

## 学区
市立小・中学校に通う場合、学区は以下の通りとなる。
| 丁           | 番地 | 小学校           | 中学校             |
| ------------ | ---- | ---------------- | ------------------ |
| 宿院町東一丁 | 全域 | 堺市立熊野小学校 | 堺市立殿馬場中学校 |
| 宿院町東二丁 | 全域 | 堺市立熊野小学校 | 堺市立殿馬場中学校 |
| 宿院町東三丁 | 全域 | 堺市立熊野小学校 | 堺市立殿馬場中学校 |
| 宿院町東四丁 | 全域 | 堺市立熊野小学校 | 堺市立殿馬場中学校 |

## 事業所
2021年（令和3年）現在の経済センサス調査による事業所数と従業員数は以下の通りである。
| 丁           | 事業所数 | 従業員数 |
| ------------ | -------- | -------- |
| 宿院町東一丁 | 24事業所 | 260人    |
| 宿院町東二丁 | 6事業所  | 21人     |
| 宿院町東三丁 | 3事業所  | 36人     |
| 宿院町東四丁 | 14事業所 | 40人     |
| 計           | 47事業所 | 357人    |

## 交通

### 鉄道
- 阪堺電気軌道阪堺線 - 宿院停留場

### バス
2024年現在
- 南海バス[16]
  - 21・23・32・33・35・35V・36・36V・131・132系統：大寺北門山之口前 - 宿院

### 道路
- 国道26号（フェニックス通り）
- 大阪府道197号深井畑山宿院線（大道筋）

## 施設
- 宿院頓宮
- 顕本寺
- 長谷寺
- 堺警察署宿院町交番
- 宿院町公園
- 堺市男女共同参画センター
- 土居川公園

## 郵便
- 郵便番号：590-0955[3]（集配局：堺郵便局[17]）。

## ギャラリー

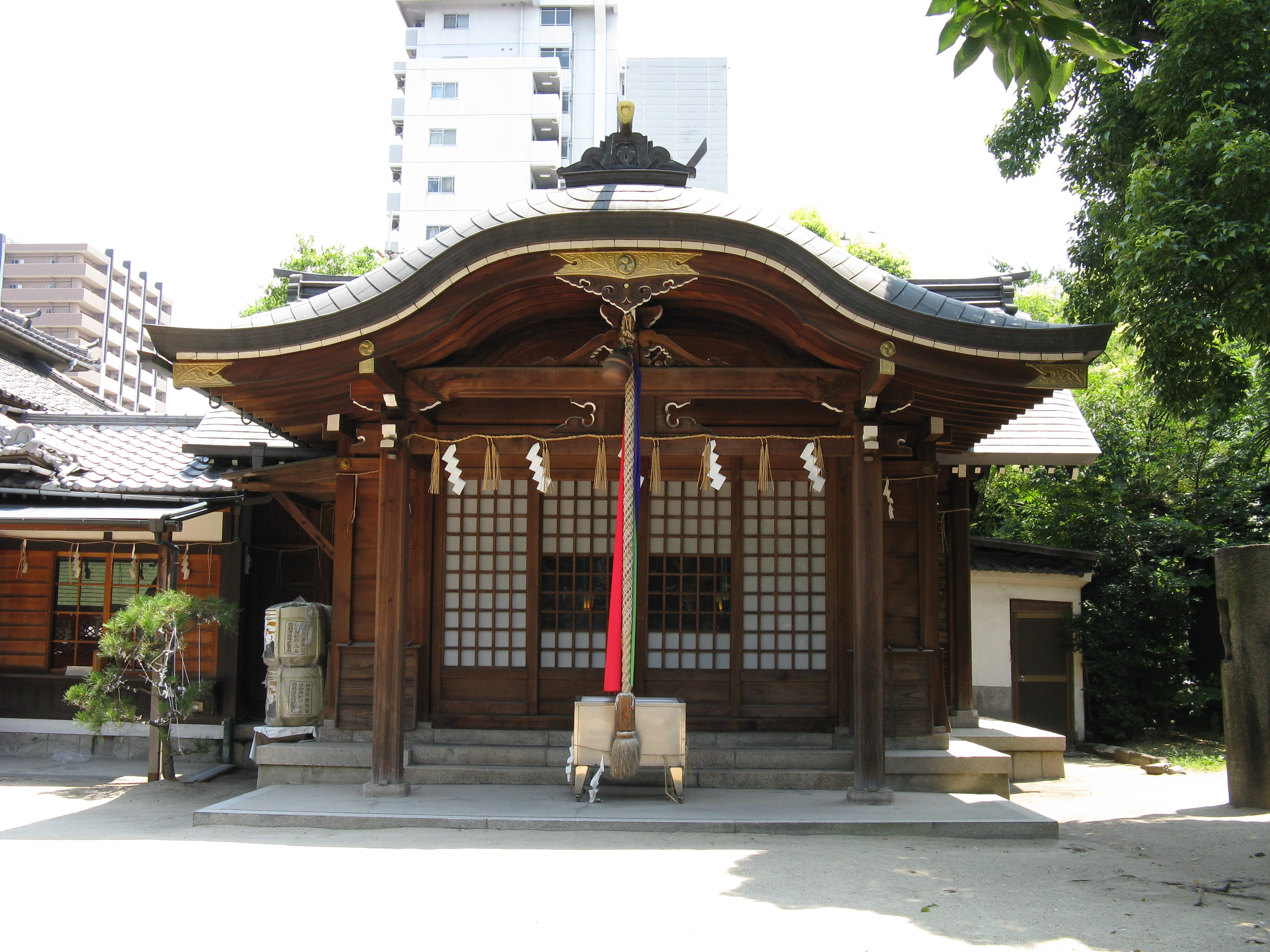
宿院頓宮
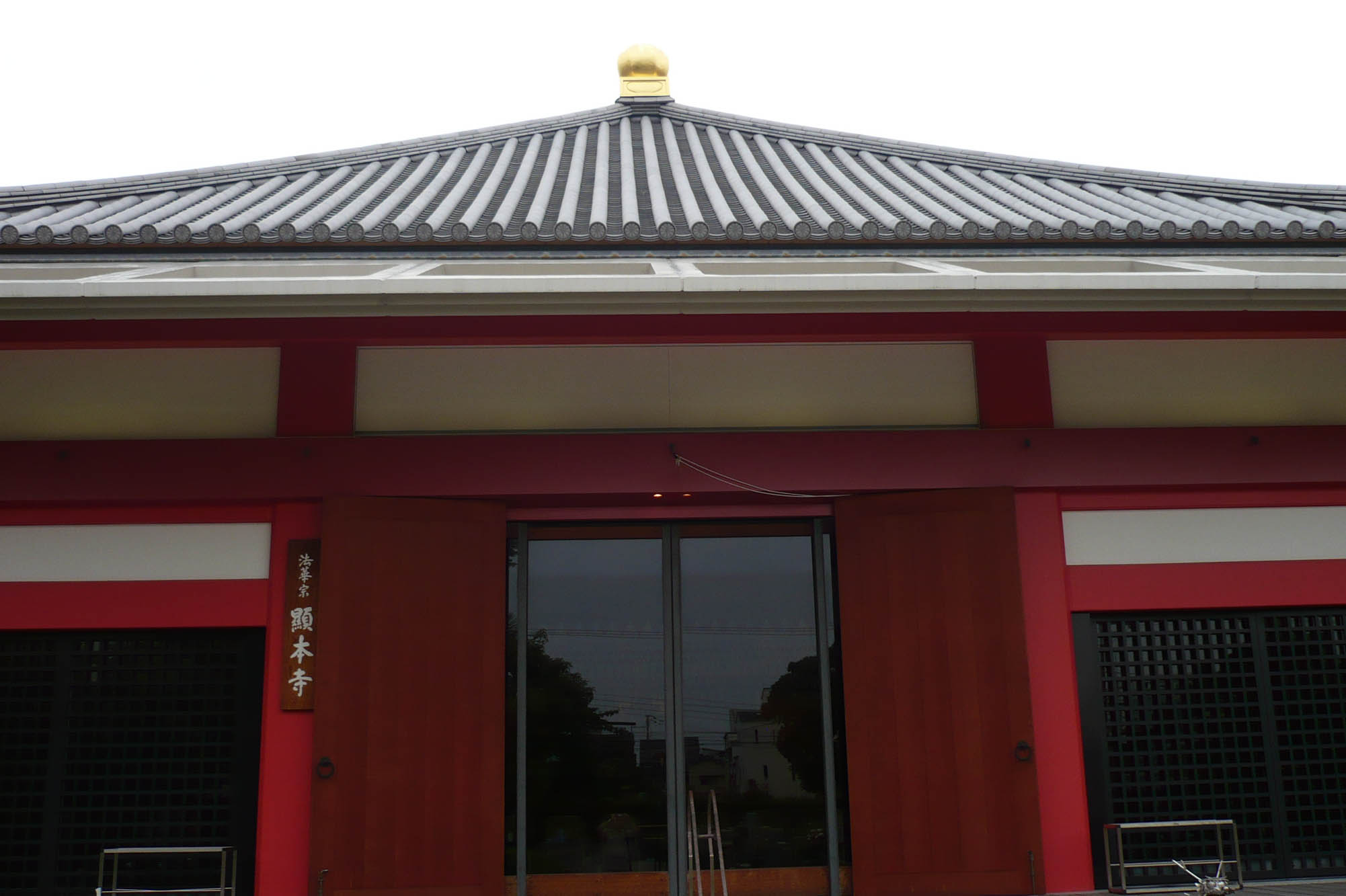
顕本寺
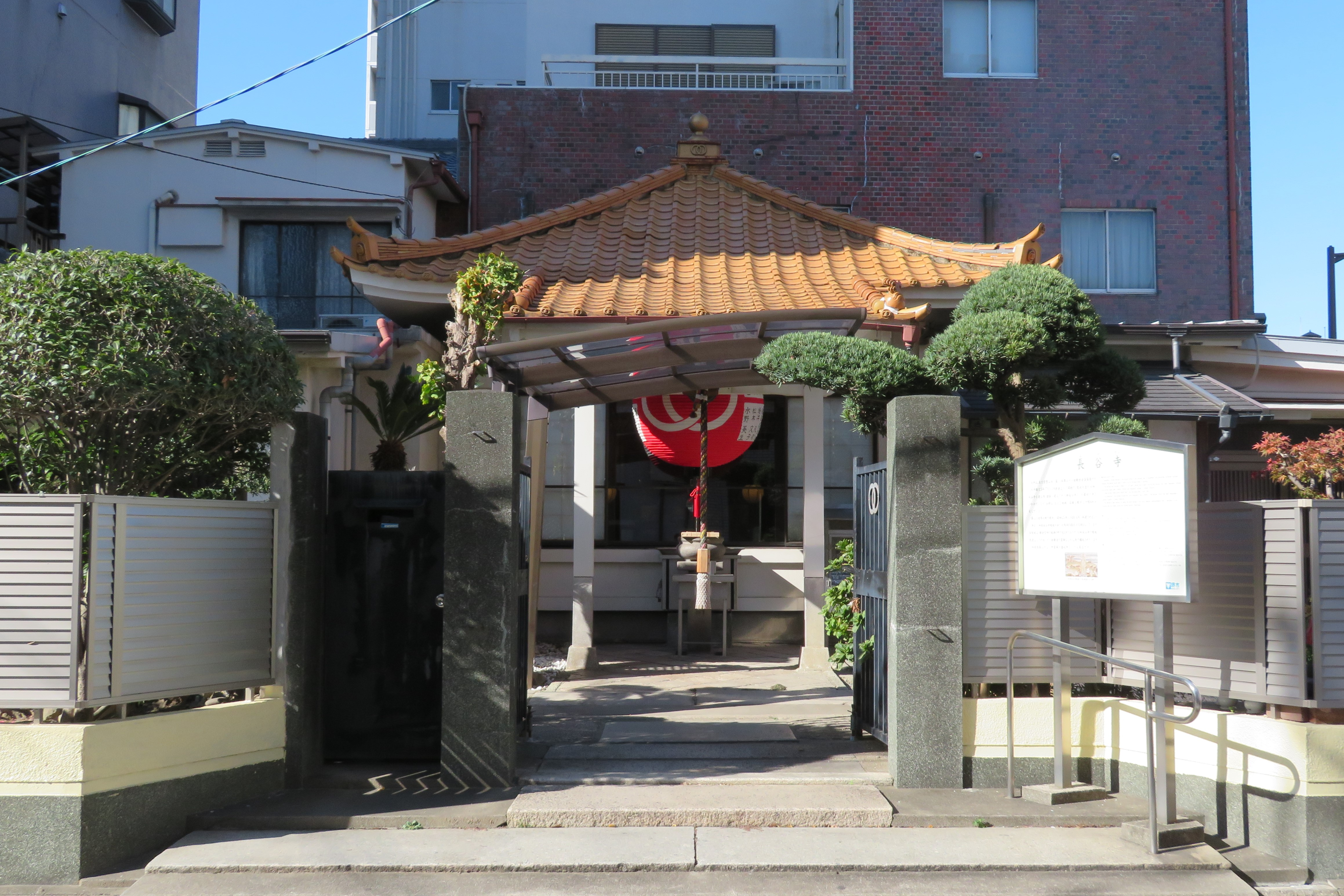
長谷寺
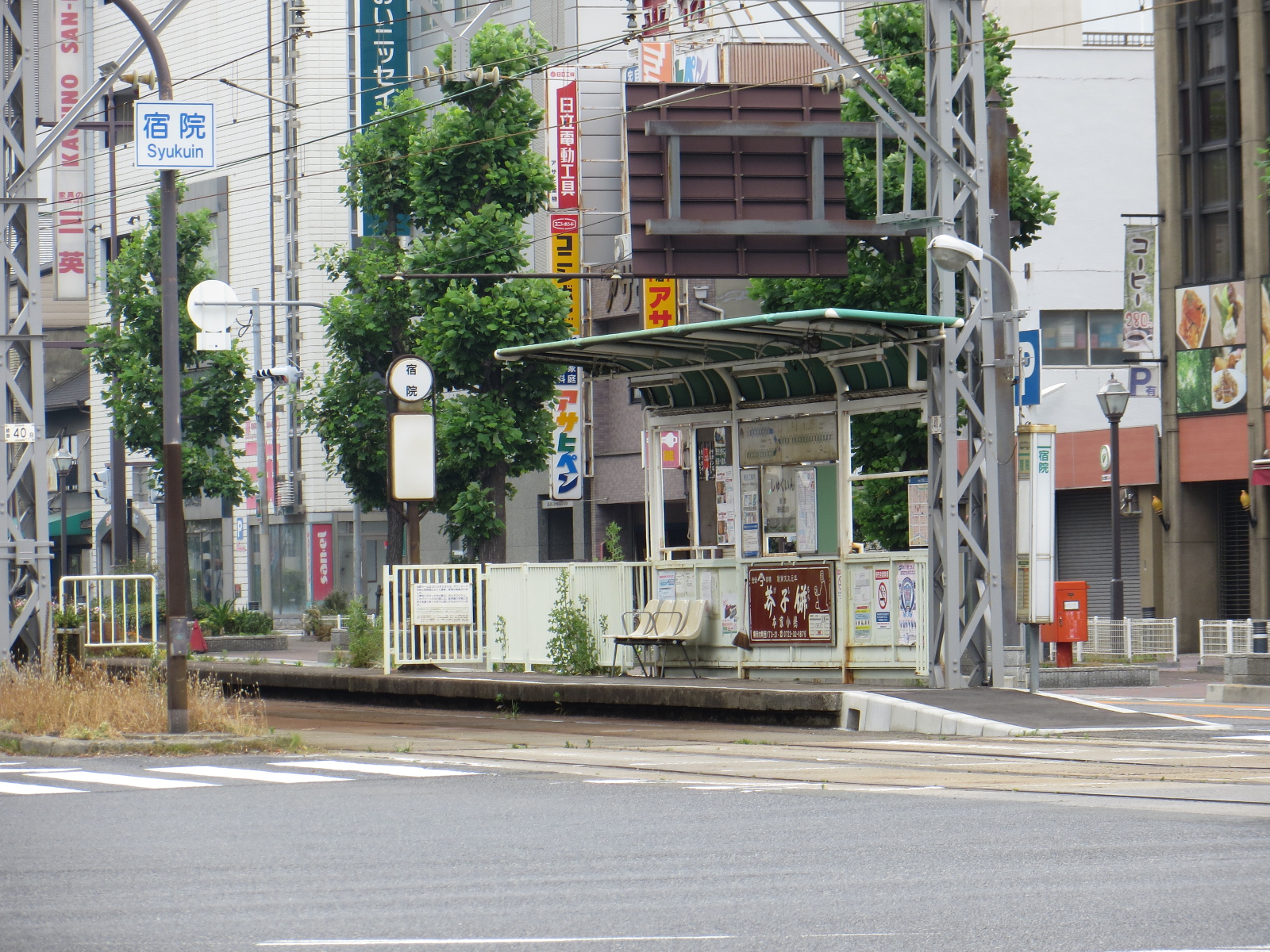
阪堺電気軌道阪堺線 宿院停留場